# Весёлая Долина (Одесская область)
Весёлая Доли́на (укр. Весе́ла Доли́на, рум. Cleastitz) — село на Украине, входит в состав Веселодолинского сельского совета Тарутинского района Одесской области. Протекает река Сака.

## Месторасположение
Расположено в 20 км от районного центра и в 13 км от железнодорожной станции Березино. Дворов — 400, жителей — 1206 человек.

## История
Село основано в 1816 году. Первоначально называлось Клястиц (Чага, Шага, Николаевская) и являлось центром Клястицкой волости Аккерманского уезда Бессарабской губернии. Названо в честь победы русской армии под с. Клястицы в 1812 году.
Основатели села — 134 семьи из Вюртемберга, Пруссии, Рейнской Баварии, Бадена, Польши (в осн. переселились из Вюртемберга в 1800—1804 гг.), Бессарабии. Поэтому село было лютеранское. Лютеранские приходы находились в Тарутино, а с 1842 года в самом селе Клястиц. Земли 8031 десятин. В 1857 году было 134 двора и 130 безземельных семей.
Жителей насчитывалось: 804 (1827), 1381 (1859), 1959 (1870), 2158 (1875), 2028 (1886), 2371/2238 немцев (1897), 2692 (1905), 2908 (1930), 3312 (1939).
В 1816 была открыта школа.
В 1945 г. Указом ПВС УССР село Клястиц переименовано в Весёлую Долину.

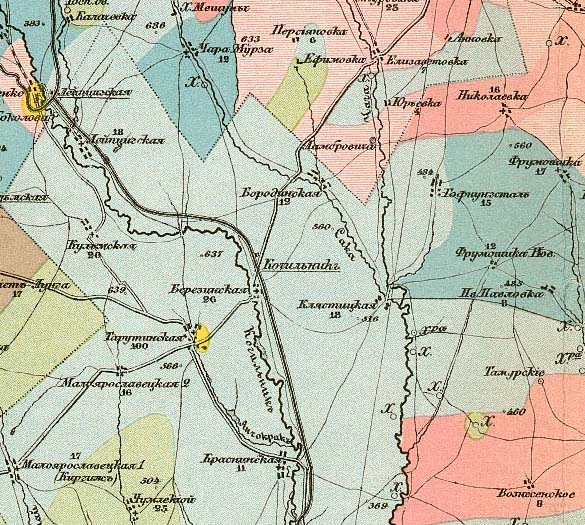
Клястиц

## Известные жители
Село Весёлая Долина является местом рождения лютеранского пастора и общественного деятеля Д. Штейнванда (1857—1919), лютеранского пастора И.А. фон Тёрне (1858—1936) и министра обороны Украины Степана Полторака.